# 九头狮子草属
九头狮子草属（学名：Peristrophe），也称观音草属，是爵床科下的一个属，为草本或亚灌木植物。该属共有30余种，分布于东半球热带地区。